# 1023년

## 연호
- 북송(北宋) 천성(天聖) 원년
- 요(遼) 태평(太平) 3년
- 일본(日本) 지안(治安) 3년
- 리 왕조(李朝) 투언티엔(順天) 14년

## 기년
- 북송(北宋) 인종(仁宗) 원년
- 요(遼) 성종(聖宗) 42년
- 고려(高麗) 현종(顯宗) 14년
- 리 왕조(李朝) 태조(太祖) 14년

## 사망
- 거란(契丹)의 무신(武臣) 소배압(蕭排押)